# Viliumas Malinauskas

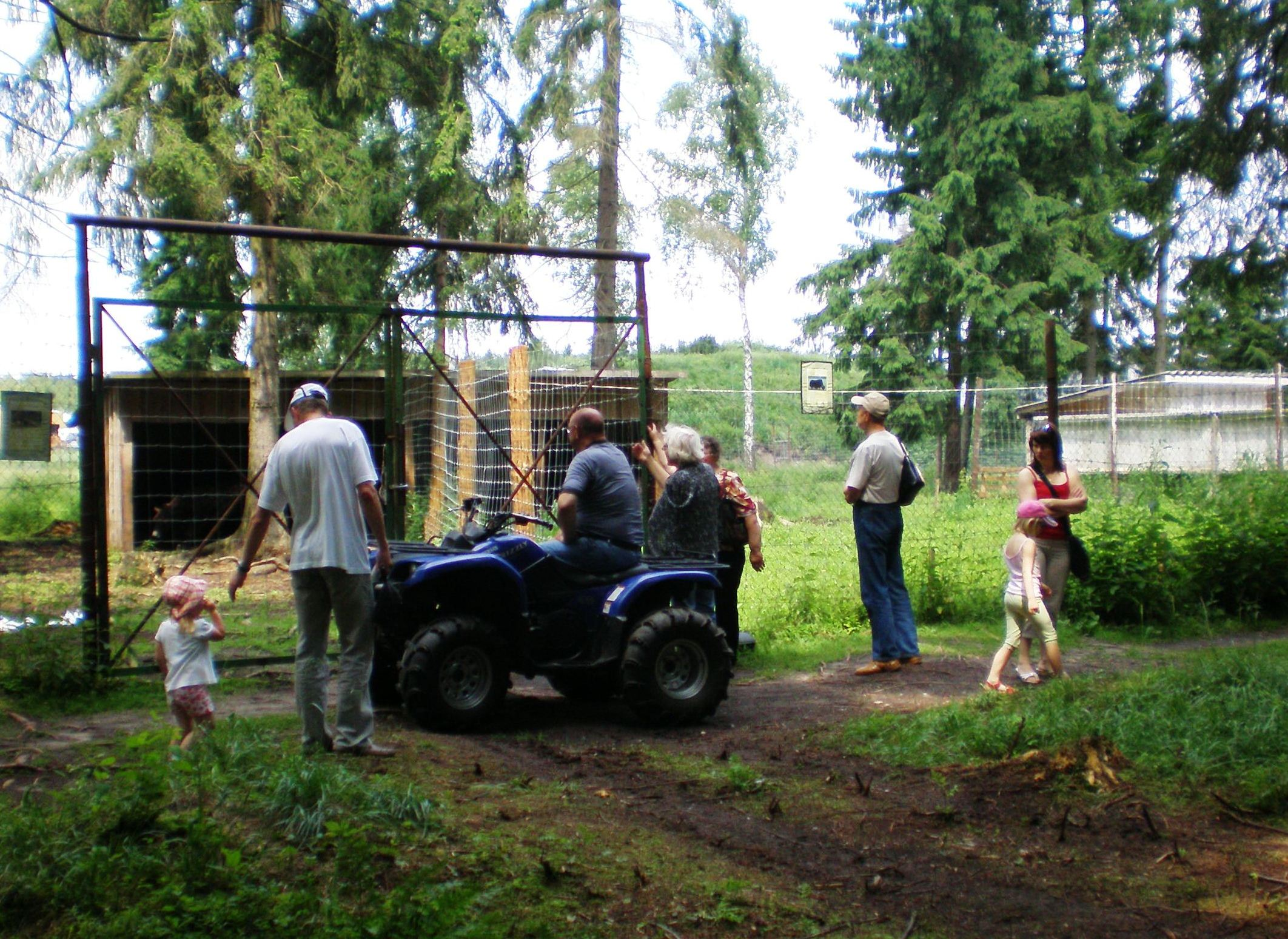
Viliumas Malinauskas in seinem Grūto parkas

Viliumas Malinauskas (* 13. November 1942 in Skaisčiūnai, Gemeinde Marijampolė) ist ein litauischer Unternehmer, Museumsleiter und -gründer, Träger des  Ig-Nobelpreises.

## Leben
1949–1956 besuchte Malinauskas die Schule Skaisčiūnai und 1956–1958 die 2. Mittelschule Kapsukas. 1958–1963 lernte er am Technikum in Kvietiškis. Danach leistete er den Dienst bei der Sowjetarmee in Tschuhujiw (Ukraine). Von 1968 bis 1975 studierte er an der Veterinärakademie Litauens. Von 1978 bis 1986 arbeitete er als Leiter des „Komunaras“-Kolchoses bei Radviliškis. Von 1986 bis 1987 war er Imker im Forstamt Druskininkai. Von 1991 bis 1997 leitete er als Direktor das Unternehmen UAB „Madma“ und seit 1997 leitet sein eigenes Pilz-Handelsunternehmen UAB „Hesona“.
2001 errichtete er den Grūtas-Park.

## Familie
Sein Sohn ist Ričardas Malinauskas (* 1965), Politiker, Bürgermeister der Gemeinde Druskininkai.

## Auszeichnungen
- 2001: Ig-Nobelpreis

## Ehrungen
- 2008: Ehrenbürger von Palonai bei Radviliškis
- 2014: Ehrenbürger von Druskininkai